# Mycomya flavilatera
Mycomya flavilatera är en tvåvingeart som beskrevs av Tonnoir och Edwards 1927. Mycomya flavilatera ingår i släktet Mycomya och familjen svampmyggor. Inga underarter finns listade i Catalogue of Life.